# 石田實 (政治家)
石田 實（いしだ みのる、1956年 - ）は、日本の政治家、岡山県新見市長（1期）。岡山県出身。

## 経歴
1956年（昭和31年）、岡山県新見市生まれ。岡山県立新見高等学校卒。石油販売会社社長を経て2013年（平成25年）新見市議会議員選挙に初当選。2022年（令和3年）には、市議会議長を務めた。同年12月、新見市長選挙出馬の準備のため任期の途中で辞職。2024年（令和6年）11月17日投開票の結果、現市長の戎斉を破り初当選。12月2日に戎が同月7日までの任期を残して辞職したことから、3日に市長に就任した。

## 選挙
※当日有権者数：22,733人 最終投票率：68.89%（前回比：-3.25pts）
| 候補者名 | 年齢 | 所属党派 | 新旧別 | 得票数  | 得票率 | 推薦・支持 |
| -------- | ---- | -------- | ------ | ------- | ------ | ---------- |
| 石田實   | 68   | 無所属   | 新     | 7,919票 | 50.98% |            |
| 戎斉     | 68   | 無所属   | 現     | 7,615票 | 49.02% |            |

選挙戦では、人口減少対策が争点となるなか、公共交通機関見直しを掲げ利用者の少ないものは廃止し、地域のイベントと連携させてJR芸備線の利用促進や新見公立大学と連携し、市民の健康と福祉の充実を目指すことなどを訴えた。当選後のインタビューでは、「人口減少や少子高齢化を解決してほしいというのが市民の考えだと思うのでしっかりと対応して持続可能な市民に優しいまちづくりを進めたい。有言実行でスピード感を持っていろいろな施策に対応していく」と述べた。